# Tomopteris huxleyi
Tomopteris huxleyi är en ringmaskart som beskrevs av Jean Louis Armand de Quatrefages de Bréau 1866. Tomopteris huxleyi ingår i släktet Tomopteris och familjen Tomopteridae. Inga underarter finns listade i Catalogue of Life.